# نور الدين الأجهوري
نور الدين الأجهوري هو علي بن محمد بن عبد الرحمن بن علي أبو الإرشاد. فقيه مالكي ومن العلماء بالحديث، له العديد من الكتب.

## كتبه
- شرح الدرر السنية في نظم السيرة النبويّة.
- النور الوهاج في الكلام على الإسراء والمعراج.
- شرح رسالة أبي زيد.